# Nemzeti Mozgalom Pártja
A Nemzeti Mozgalom Pártja (törökül: Milliyetçi Hareket Partisi, MHP) radikális jobboldali nacionalista párt Törökországban, amely populista, euroszkeptikus elveket vall. A párt elnöke Devlet Bahçeli, aki 2005 óta irányítja a pártot, és ellenzi Törökország csatlakozását az EU-hoz.

## Ideológiája
A párt ideológiáját az iszlám által befolyásolt török nacionalizmus határozza meg.Egyesek neofasisztának jellemzik a pártot, gyakran kapcsolódnak szélsőségesekhez , erőszakos milicistákhoz és szervezett bűnözői csoportokhoz. 1990 óta, Devlet Bahçeli vezetése óta a párt jelentősen mérséklődött. Az etnikaiból inkább kulturális nacionalistákká és konzervatívakká váltak és kritikusak a török állam központosító törekvéseivel. Eredetileg a párt szigorúan szekuláris volt, amely mérsékelten iszlámbaráttá vált és elfogadják a demokrácia szabályait.
Mindenesetre a párt a mérséklődésének köszönhetően 2007 óta jellemzően 10%-ot ér el a választásokon, így az ország harmadik legnagyobb pártává nőtte ki magát. A pártot iszlamokemalista jelzővel is szokták illetni, ennek fényében a kemalizmus és iszlám együtt létezik és nem zárja ki egymást.

### DHP párt ellenzése
Ideológiai különbségek folyamán a párt határozottan visszautasít bármilyen párbeszédet a baloldali, kurdpárti Népi Demokrata Párttal. A pártelnök Devlet Bahçeli mindig leszavazza a párt javaslatát. Különösen kiemelhető a 2015. június és július-i házelnöki választás, amikor a párt kijelentette hogy nem támogat olyan jelöltet, amit a Népi demokraták is támogatnak, így a párt nem támogatta Deniz Baykal kemalista, Köztársasági Néppárt jelöltének a megválasztását. 
A párt azt is kizárta hogy egy olyan koalíciós kormányt támogasson, amiben a Népi demokraták is jelen vannak: a 2015. júniusi választások után nem támogatták hogy a CHP párti Kemal Kılıçdaroğlu miniszterelnökségével egy koalíciós kormány jöjjön létre.